# توماس اریکسون (بازیکن هاکی روی یخ)
توماس اریکسون (انگلیسی: Thomas Eriksson؛ زادهٔ ۱۶ اکتبر ۱۹۵۹) بازیکن هاکی روی یخ، و طراح اهل سوئد است.
از باشگاه‌هایی که در آن بازی کرده‌است می‌توان به فیلادلفیا فلایرز اشاره کرد.